# Cesare Previti
Cesare Previti (ur. 21 października 1934 w Reggio Calabria) – włoski polityk i prawnik, parlamentarzysta, w latach 1994–1995 minister obrony.

## Życiorys
Z wykształcenia prawnik, ukończył studia na Uniwersytecie La Sapienza w Rzymie. Podjął praktykę w zawodzie adwokata, stając się rozpoznawalnym specjalistą w zakresie prawa cywilnego. Działał także politycznie w ramach Włoskiego Ruchu Społecznego. Jedną ze swoich klientek nakłonił do odsprzedania swojej willi Silviowi Berlusconiemu. Wkrótce dołączył do zarządzanego przez tegoż Finivestu, stając się jednym z najbliższych współpracowników przedsiębiorcy i wiceprezesem firmy.
Był koordynatorem powstającego ruchu Forza Italia. W latach 1994–1996 zasiadał w Senacie XII kadencji, następnie do czasu swojej rezygnacji w 2007 sprawował mandat posła do Izby Deputowanych XIII, XIV i XV kadencji. W 1994 był kandydatem Silvia Berlusconiego na ministra sprawiedliwości w jego rządzie, nominację tę zablokował jednak prezydent Oscar Luigi Scalfaro. W maju tegoż roku Cesare Previti objął stanowisko ministra obrony, które zajmował do stycznia 1995.
Objęty postępowaniami karnymi w sprawach finansowych i korupcyjnych. Ostatecznie w 2006 skazany na karę sześciu lat pozbawienia wolności w tzw. procesie IMI-SIR. Karę odbywał w ramach aresztu domowego, później zamieniono jej część na pracę społeczną w centrum zajmującym się młodymi alkoholikami i narkomanami. W 2011 został wykluczony z adwokatury.